# Боровкова (деревня)
Боровкова — упразднённая деревня в Абатском районе Тюменской области России. На момент упразднения входила в Коневское сельское поселение. Исключена из учётных данных в 1995 году.

## География
Располагалась на востоке Абатского района, у озера Долгое, на расстоянии примерно 1,5 километра (по прямой) к юго-западу от села Конево.

## История
Основана в 1776 году. В 1928 году состояла из 53 хозяйств. В административном отношении входила в состав Коневского сельсовета Крутинского района Омского округа Сибирского края.

## Население
| 1989 |
| ---- |
| 3    |

По данным переписи 1926 года в деревне проживало 253 человека (110 мужчин 143 женщины), основное население — русские.